# Svart landsköldpadda
Svart landsköldpadda (Testudo marginata) är en art i familjen landsköldpaddor. Sköldpaddans pansar blir upp till 35 centimeter lång (i fångenskap upp till 40 cm) och djurets vikt når fem kilogram. Den svarta landsköldpaddan är den största arten i släktet Testudo och även den största sköldpaddan i Europa.
Vuxna djur har en svart-brun panasar och kropp.
Utbredningsområdet sträcker sig över södra Albanien och Grekland inklusive tillhörande öar. På Kreta blev arten introducerad. För en population på norra Sardinien är oklar varifrån den kommer. Svart landsköldpadda lever i låglandet och i bergstrakter upp till 1300 meter över havet. Den vistas i buskskogar, på sanddyner nära kusten och i jordbruksområden som inte brukas intensiv. Jämförd med grekisk landsköldpadda föredrar arten torrare regioner.
Födan utgörs av olika örter. Individerna blir könsmogna när de är 14 år gamla. Honor lägger 4 till 7 ägg per tillfälle.
Beståndet hotas främst av bränder. Några exemplar trampas ihjäl av betesdjur och några individer fångas och säljs illegalt som sällskapsdjur. Hela populationen anses vara stabil. IUCN listar arten som livskraftig (LC).